# Margriet Zieder-Ripplinger
Margriet Zieder-Ripplinger (* 22. April 1961 in Saarbrücken) ist eine deutsche Politikerin (SPD) und ehemalige Abgeordnete im Landtag des Saarlandes.

## Ausbildung und Beruf
Margriet Zieder-Ripplinger absolvierte ein Politologie-Studium. Sie war vor ihrer Wahl in den Landtag des Saarlandes als Referentin des saarländischen Wirtschaftsministeriums bei Interreg tätig. 

## Politik
Margriet Zieder-Ripplinger engagiert sich innerhalb der SPD in der Arbeitsgemeinschaft Sozialdemokratischer Frauen. Bei der Landtagswahl 2012 erhielt sie ein Mandat im Landtag des Saarlands. Bei der Wahl 2017 verlor sie ihr Mandat.